# Marianne Hagan
Pour les articles homonymes, voir Hagan.
Marianne Hagan, née en 1966, est une actrice américaine.

## Filmographie

### Cinéma
- 1995 : Halloween 6 : La Malédiction de Michael Myers : Kara Strode
- 1997 : I Think I Do : Sarah
- 1999 : Pigeonholed : Nurse Helen
- 2001 : Perfume : Sales Manager
- 2001 : Dinner and a Movie : Katie Semelhack
- 2003 : Rick : Laura
- 2006 : Dead Calling : Sharon Falkman
- 2010 : Stake Land : Docteur Foley
- 2011 : BreadCrumbs : Angie Hart
- 2012 : Last Kind Words : Ida
- 2015 : Naomi and Ely's No Kiss List : Mom-Susan
- 2018 : We Only Know So Much
- 2022 : Lower Lake : Hailey

### Télévision
- 1990 : Madame est servie (série TV) (1 épisode) : Lynn
- 1991 : Major Dad (série TV) (1 épisode) : Donna
- 1994 : SeaQuest, police des mers (série TV) (1 épisode) : Cynthia Westphalen
- 1994 : Friends (série TV) (1 épisode) : Joanne
- 1995 : New York News (série TV) (1 épisode) : Cheryl Singer
- 1995 : New York, police judiciaire (saison 6, épisode 3) : Marcie Donner
- 1996 : Demain à la une (série TV) (1 épisode) : Marcia Roberts Hobson
- 1996 : The Gail O'Grady Project (Téléfilm) : Packard
- 1997 : New York, police judiciaire (saison 8, épisode 7) : Jane Levin
- 1998 : New York, police judiciaire (saison 9, épisode 4) : Theresa Copeland
- 1999 : Homicide (série TV) (1 épisode) : Lucy Carey
- 2000 : Ed (série TV) (1 épisode) : Liz Stevens
- 2002 : New York, unité spéciale (saison 3, épisode 11) : Erin Sena
- 2002 : New York, section criminelle (saison 1, épisode 14) : Susan Colter
- 2003 : New York 911 (série TV) (2 épisodes) : Linda
- 2005 : New York, unité spéciale (saison 6, épisode 18) : Mrs. Sellers

### court-métrage
- 2002 : For Caroline : La mère de Jimmy
- 2002 : Life Document 2: Identity : Jessica
- 2014 : Three, Two : La mère